# Aino Nordlund
Aino Ellen Elisabeth Nordlund-von Schenck, född Nordlund 4 oktober 1898 i Luleå stadsförsamling, död 9 september 1974 i Lund, var en svensk författare. Hon var mor till Karin von Schenck.
Nordlund var dotter till fängelsedirektören Karl Vilhelm Nordlund och hans hustru Jenny, född Löwenmark. År 1919 tog hon lärarinneexamen vid Anna Sandströms högre lärarinneseminarium. Hon gifte sig 21 december 1926 med filosofie doktor Felix von Schenck. De fick barn tillsammans och var bosatta i mannens hemland Tyskland. Nordlund var anställd som lektor i svenska vid Tolkinstitutet i Heidelberg.
Nordlunds debutroman Medan han satt inne från 1931 väckte stor uppmärksamhet, och har setts som en skildring av arbetarklassens kvinnor. I huvudsak skrev hon dock barnlitteratur, som bland annat gavs ut i Barnbiblioteket Saga. Flera av barnböckerna illustrerades av Kerstin Frykstrand.
Hon är begravd på Norra kyrkogården i Lund.